# Stazione di Arbatax (1893)
La stazione di Arbatax, già stazione di Tortolì Marina è una stazione ferroviaria situata nell'omonima frazione del comune di Tortolì e posta lungo la linea per Mandas di cui fu l'originario capolinea. Fu la prima stazione creata nella frazione marittima di Tortolì, venendo poi destinata a finalità di servizio con la creazione di un ulteriore scalo poche centinaia di metri più a est in seguito all'ampliamento del porto nella prima metà del Novecento.

## Storia

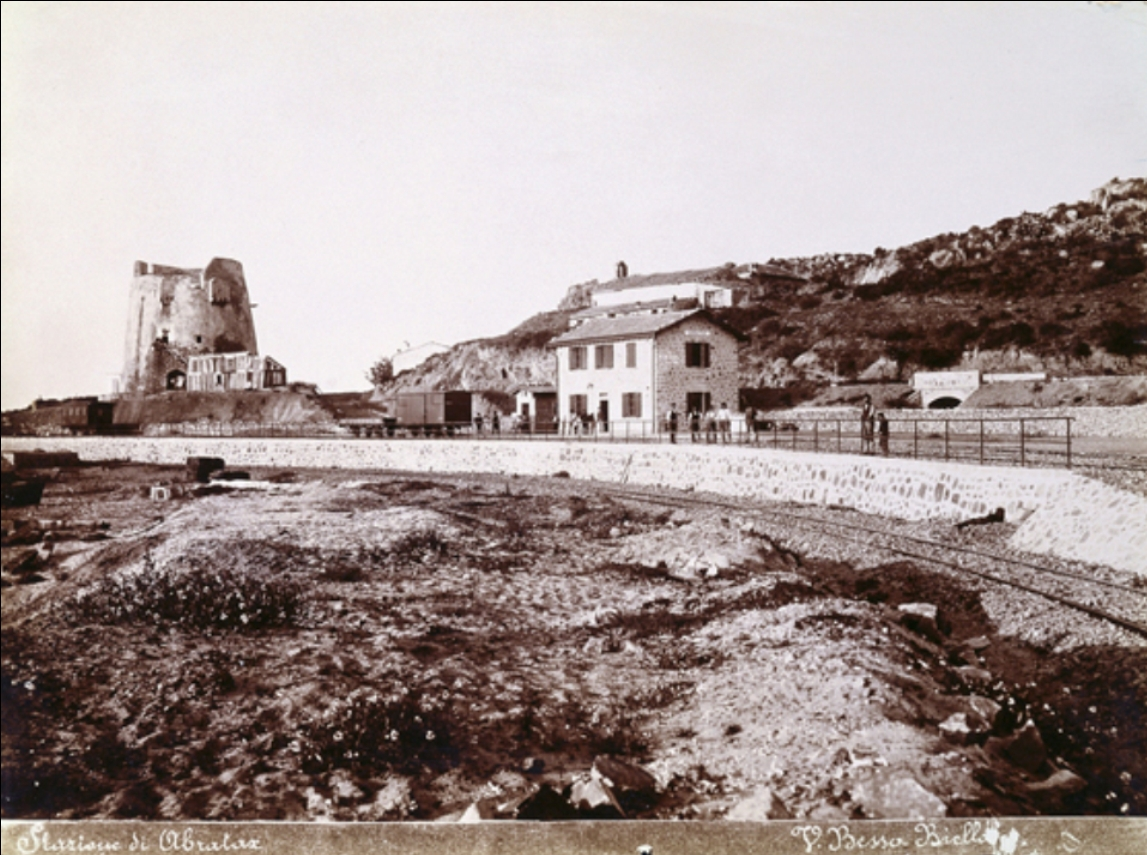
Lo scalo nella sua configurazione originaria, negli anni novanta dell'Ottocento

La stazione nacque come scalo terminale della Mandas-Arbatax a fine Ottocento, anni in cui la ferrovia venne realizzata per conto dell'azienda aggiudicataria della relativa concessione, la Società italiana per le Strade Ferrate Secondarie della Sardegna. L'impianto, posto dinanzi alla torre spagnola di Arbatax, venne attivato il 1º aprile 1893 insieme ad uno dei primi tronchi della ferrovia (terminata nel 1894) che dallo scalo giungeva sino alla stazione di Gairo. A fine secolo la stazione prese il nome di Tortolì Marina, salvo poi tornare alla denominazione originaria.
La stazione in quegli anni si trovava a ridosso delle acque del principale porto ogliastrino, che fu successivamente espanso nel Novecento con lavori di recupero di terra. Tale intervento si ripercosse anche dal punto di vista ferroviario e sulle sorti della stazione, data la costruzione di un nuovo scalo a circa trecento metri di distanza progressiva da quello ottocentesco: con l'attivazione della nuova stazione di Arbatax la vecchia restò esclusa dal traffico, rimanendo però in uso nell'ambito della nuova per finalità di servizio, tra cui il rimessaggio dei rotabili ad Arbatax data la presenza di una rimessa automotrici. 

La stazione nella seconda metà del Novecento

Dal punto di vista gestionale la struttura passò nel 1921 alla Ferrovie Complementari della Sardegna, a cui seguì nel 1989 la Ferrovie della Sardegna. Sotto l'amministrazione delle FdS la Mandas-Arbatax fu destinata, a partire dal 16 giugno 1997, all'esclusivo impiego per il traffico turistico legato al progetto Trenino Verde, fatto che ridusse notevolmente l'utilizzo delle strutture della stazione, dal 2010 sotto la gestione dell'ARST.

## Strutture e impianti
L'impianto, attivo per esclusive attività di servizio, è dotato di due binari a scartamento da 950 mm, di cui uno di corsa, che collega inoltre lo scalo col capolinea nel porto, ed un tronchino che termina all'interno della rimessa rotabili presente nell'impianto. Tale binario transita inoltre all'interno della piattaforma girevole dello scalo ed affianca un deposito idrico, del tipo a cisterna metallica su struttura in muratura.

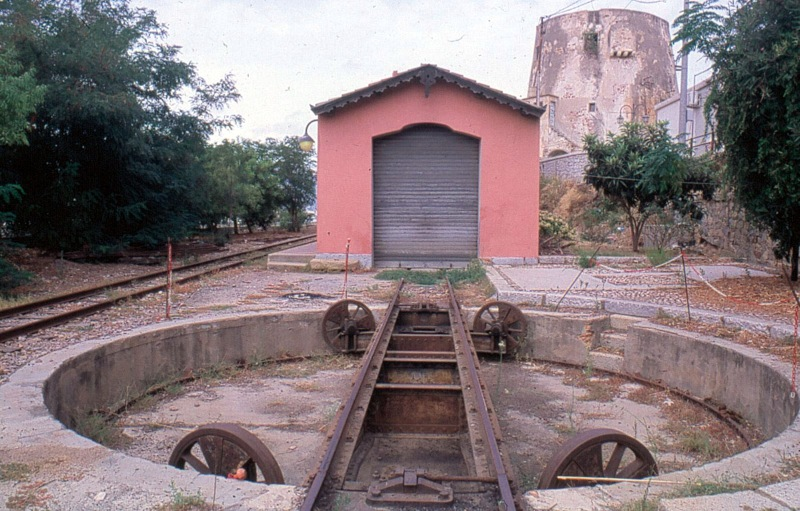
La piattaforma girevole e la rimessa rotabili dello scalo, a sinistra il binario per il capolinea portuale

Vari edifici sono presenti nell'area: oltre alla rimessa rotabili, a cui si affianca un'ulteriore costruzione a due piani, è presente l'ex fabbricato viaggiatori, edificio a due piani con tetto a falde e pianta rettangolare che fu costruito con tre accessi sul piano binari, numero aumentato a cinque dopo un intervento di ampliamento.

## Movimento
La stazione è priva di traffici; in passato fu attiva sia per il servizio viaggiatori che per il trasporto merci, data la sua posizione a ridosso dell'area in cui erano posti gli attracchi del porto di Arbatax.